# Ante Fiamengo
Ante Fiamengo (Komiža, 29. travnja 1912. – Zagreb, 3. prosinca 1979.), hrvatski sociolog, jedan od pionira sociologije u Hrvata

## Životopis
Rodio se u Komiži na otoku Visu. 1935. godine završio je učiteljsku školu. Kratko je službovao kao učitelj. Pred rat je završio studij na Filozofskom fakultetu u Beogradu. Sudionik radničkog pokreta. Od 1940. godine član KPJ. Uhićen je i odveden u logor. Bio je u ustaškim logorima te u njemačkom logoru u Grazu. Pobjegao je iz logora pred kraj rata te pridružio se slovenskim partizanima.
Nakon rata bavi se znanstvenim i pedagoškim radom. Petnaest godina intenzivno se bavio znanošću. Djelovao u Zagrebu i potom u Sarajevu. Godine 1955. u Zagrebu doktorirao. Naslov disertacije bio je "Kozmopolitizam i proleterski internacionalizam".
Jedan od pionira sociologije u Hrvata. 1950-ih je udario znanstvene i institucionalne temelje, tada u Hrvata nove discipline. Većinu radova objavio je u tri glavna područja: opće teorije i povijesti sociološke misli, sociologije religije i političke sociologije. Mnogo je pridonio izučavanju religijskog fenomena. Korijene toga tražio je u čovjekovu otuđenju (alienaciji) u suvremenom društvu. U političkoj sociologiji središte njegovih rasprava su radničko samoupravljanje i samoupravni socijalizam u kojem, kao sociolog i angažirani društveni radnik, vidi uvjet i mogućnost za
oslobođenje čovjeka i društva od klasnih i birokratskih okova suvremenih društava. Najpoznatije mu je djelo udžbenik marksističke sociologije "Osnove opće sociologije", objavljen u Sarajevu 1961. godine. Na tom su udžbeniku odgojene generacije studenata. Napose je izučavao teorijsku baštinu dvojice osnivača moderne sociologije Saint-Simona i Augusta Comtea.
Bio je jedan od prvih urednika Političke misli. Mnogo je pridonio osnivanju Fakulteta političkih znanosti u Zagrebu, čiji je bio suosnivač. Ondje je izabran za redovnog profesora. Na tom je poslu radio do smrti. Radio je samo šest godina, ali u taj je fakultet uložio sve svoje umne i fizičke sposobnosti.
Umro je početkom prosinca 1979. godine.

## Djela
Izabrana djela Ante Fiamenga:
Autor:
- Porijeklo i društvena uloga religije, 1950.
- Kako je postala religija, 1957.
- Kosmopolitizam i proleterski internacionalizam, 1959.
- Osnove opće sociologije (više od 16 izdanja), 1961.
- Saint-Simon i Auguste Comte, 1966.

Urednik:
- Komunisti i samoupravljanje : zbornik radova učesnika naučnog savjetovanja "SKJ u uvjetima društvenog samoupravljanja", Zagreb, 19-21. januara 1967. , 1967.